# Teleks

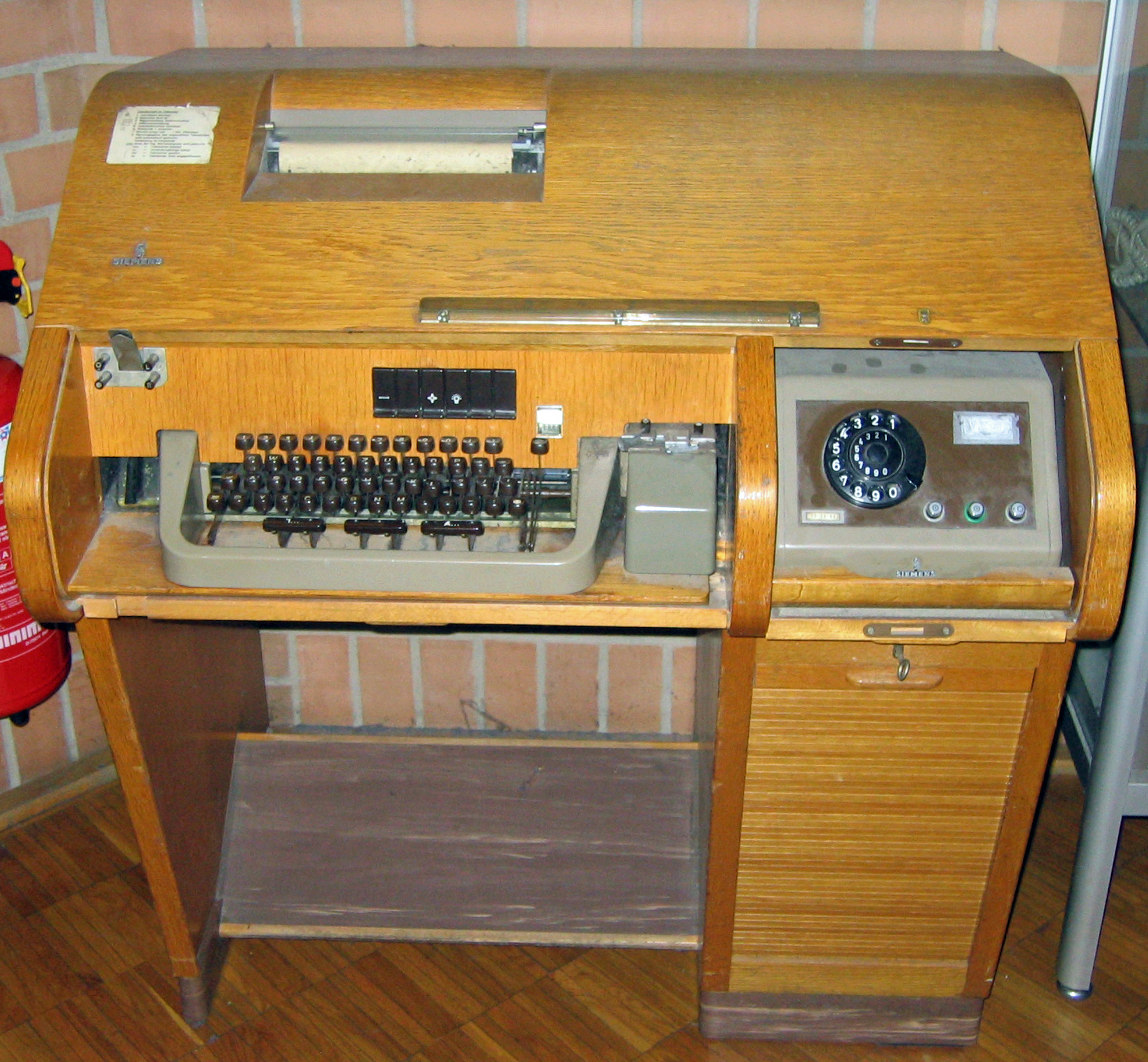
Dalekopis T100 firmy Siemens

Teleks (również telex; ang. Teleprinter Exchange Service) – usługa telegraficzna, polegająca na przesyłaniu wiadomości w postaci alfanumerycznej, z repertuarem znaków określonym alfabetem telegraficznym. Teleksami (TELegraph EXchange) były nazywane również urządzenia wykonujące najpierw wybieranie impulsowe, podobnie jak w telefonach tarczowych, w celu komutacji łączy, a następnie wysyłanie danych przy zastosowaniu kodowania ITA2.
Usługi teleksowe są realizowane automatycznie w wyspecjalizowanej sieci telegraficznej o konfiguracji podobnej do sieci telefonicznej. Wyposażenie końcowe (terminal) abonentów tej usługi stanowi dalekopis. Numerem kierunkowym do Polski w tej sieci jest numer 63 (TDC=63, TNIC=PL).
Charakter tej usługi pozwalał na realizację funkcji takich jak przesyłanie dokumentów czy dostęp do baz danych, które później stały się domeną usług teleinformatycznych.
Obecnie usługi te praktycznie zanikły z rynku ze względu na ich ograniczoną funkcjonalność. W Polsce od 9 lutego 2007 r. usługi teleksowe nie są już świadczone przez żadnego z operatorów telekomunikacyjnych.